# Paolo Dardani
Paolo Dardani, né le 24 avril 1726 à Bologne et mort dans la même ville le 9 juillet 1789, est un peintre italien de paysages et de décors du XVIIIe siècle.  

## Biographie
Paolo Dardani naît à Bologne en 1726 dans la paroisse de San Michele dei Leprosetti (en). Son père est le peintre Giuseppe Dardani et sa mère Teodora Merelli. Il est initié à la peinture et au dessin dès son jeune âge, comme tous les autres membres de la famille Dardani. Il a comme premier professeur son père, mais suit par la suite son oncle Antonio, peintre « universel » ayant fréquenté l'école de Giovanni Maria Viani. Il réussit à maîtriser les figures et le paysage en pratiquant la peinture de batailles, genre dans lequel il atteint une certaine notoriété. La peinture de batailles est cependant devenu populaire à Bologne qu'après l'arrivée de Francesco Simonini dans la ville. Dardani se consacre aussi à la décoration murale, à la peinture scénographique et à la peinture résidentielle. Le tracé de sa vie a pu être déterminé grâce à une notice biographique qu'il aurait lui même fourni à l'historien de l'art Marcello Oretti.
Sa première commande est la décoration d'une salle a tempera au Palazzo Hercolani,. Il gagne une certaine reconnaissance, qui lui permet de collaborer pendant un certain temps avec Giovanni Carlo Sicinio Galli da Bibiena à Lisbonne en 1752, où il œuvre sur des scènes de théâtre. Le groupe s'occupe aussi de l'ameublement de petits théâtres. Contrairement à ses collègues, qui restent plus longtemps, Dardani retourne à Bologne après trois ans à Lisbonne. Son voyage au Portugal va grandement l'influencer dans son style artistique. Il a notamment décrit la ville de Lisbonne avant le tremblement de terre de 1755 dans ses albums de dessin, aujourd'hui perdus.
En 1765, dix ans après son voyage au Portugal, il peint des vues de la ville dans des salles du palais de l'archevêque de Bologne à Cento. En 1766, il œuvre au Teatro Onigo de Trévise, puis deux ans plus tard au Teatro comunale de Bologne. En 1776, c'est avec Francesco Orlandi qu'il travaille au Teatro Antico de Reggio d'Émilie, pour les scènes de Montezuma de Pasquale Anfossi, alors qu'en 1777, il collabore avec Gaetano Alemani pour la Contadina incivilita d'Anfossi, au Teatro Zagnoni à Bologne. La même année, il peint une scène en bois pour le théâtre municipal. Il continue de peindre pour les théâtres locaux de Bologne en 1782, 1784, 1786 et en 1788. Outre dans les théâtres, il a aussi réalisé les peintures des Palazzo Amorini (en), senatorio Sampieri, Lambertini et Carbonesi, de la villa Malvezzi, à Viola, des Casa Legnani et Lunghi, en plus du jardin botanique de Bologne.
Ses œuvres sont très appréciées des académies de Bologne, si bien qu'il est nommé illustre universitaire en tant que peintre « batailliste ». Son cousin Luigi devient aussi universitaire. Il occupe notamment à l'Accademia Clementina les postes de directeurs de la peinture de bataille et de la peinture de figures. Il meurt dans sa ville natale le 9 juillet 1789. Domenico Piò écrit sa nécrologie à la suite de sa mort dans les Actes de l'Accademia Clementina.